# Freilassing
Freilassing (vroeger Salzburghofen) is een gemeente in de Duitse deelstaat Beieren, gelegen in het Landkreis Berchtesgadener Land. De stad telt 17.289 inwoners. Naburige steden zijn onder andere Bad Reichenhall en Laufen.
Ainring ·
Anger ·
Bad Reichenhall ·
Bayerisch Gmain ·
Berchtesgaden ·
Bischofswiesen ·
Freilassing ·
Laufen ·
Marktschellenberg ·
Piding ·
Ramsau b.Berchtesgaden ·
Saaldorf-Surheim ·
Schneizlreuth ·
Schönau a.Königssee ·
Teisendorf